# Apollinaire de Reims
Pour les articles homonymes, voir Apollinaire et Saint Apollinaire.

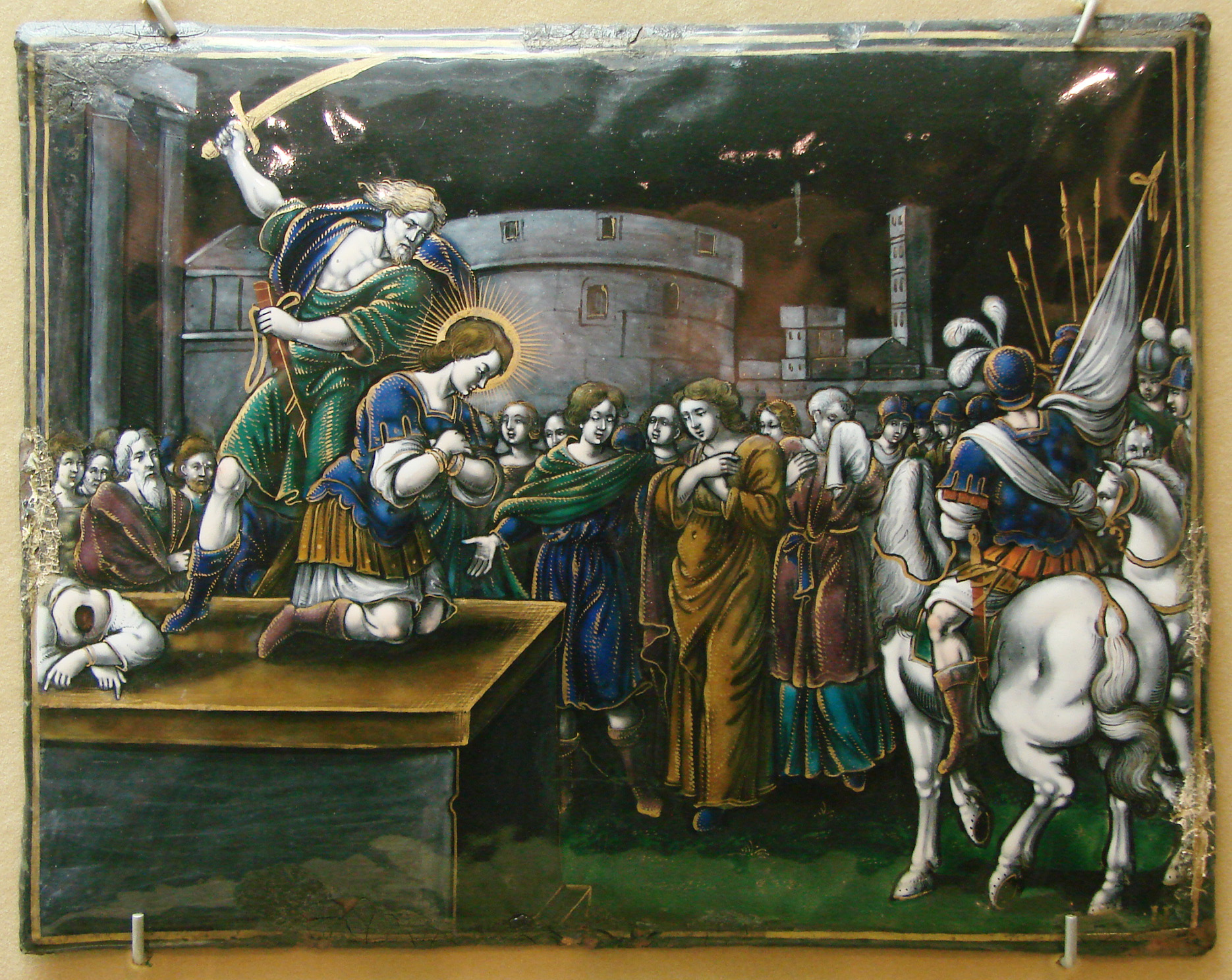
Martyre de Timothée et Apollinaire à la Pompelle.

 Apollinaire  bourreau de Saint Timothée se converti touché par Saint Timothée qui résiste à tous les supplices au nom de sa foi. 
Saint Timothée était venu d’Orient au 3e siècle convertir les habitants de Durocortorum (Reims antique). Il est arrêté, jeté en prison et supplicié par le préfet Lampade pour avoir refusé de sacrifier aux idoles.
Le préfet Lampade, irrité, fit jeter en prison Apollinaire et Timothée et le prêtre Maur, qui les avait convertis. 
Apollinaire comme Timothée eut la tête coupée au lieu correspondant à l’emplacement actuel du fort de la Pompelle .
Leurs corps auraient été ensuite enterrés dans le faubourg de Reims.
Une basilique est construite et prit le nom de Saint-Timothée.
La croix de Pompelle rappela cette exécution en 324.

## Vénération

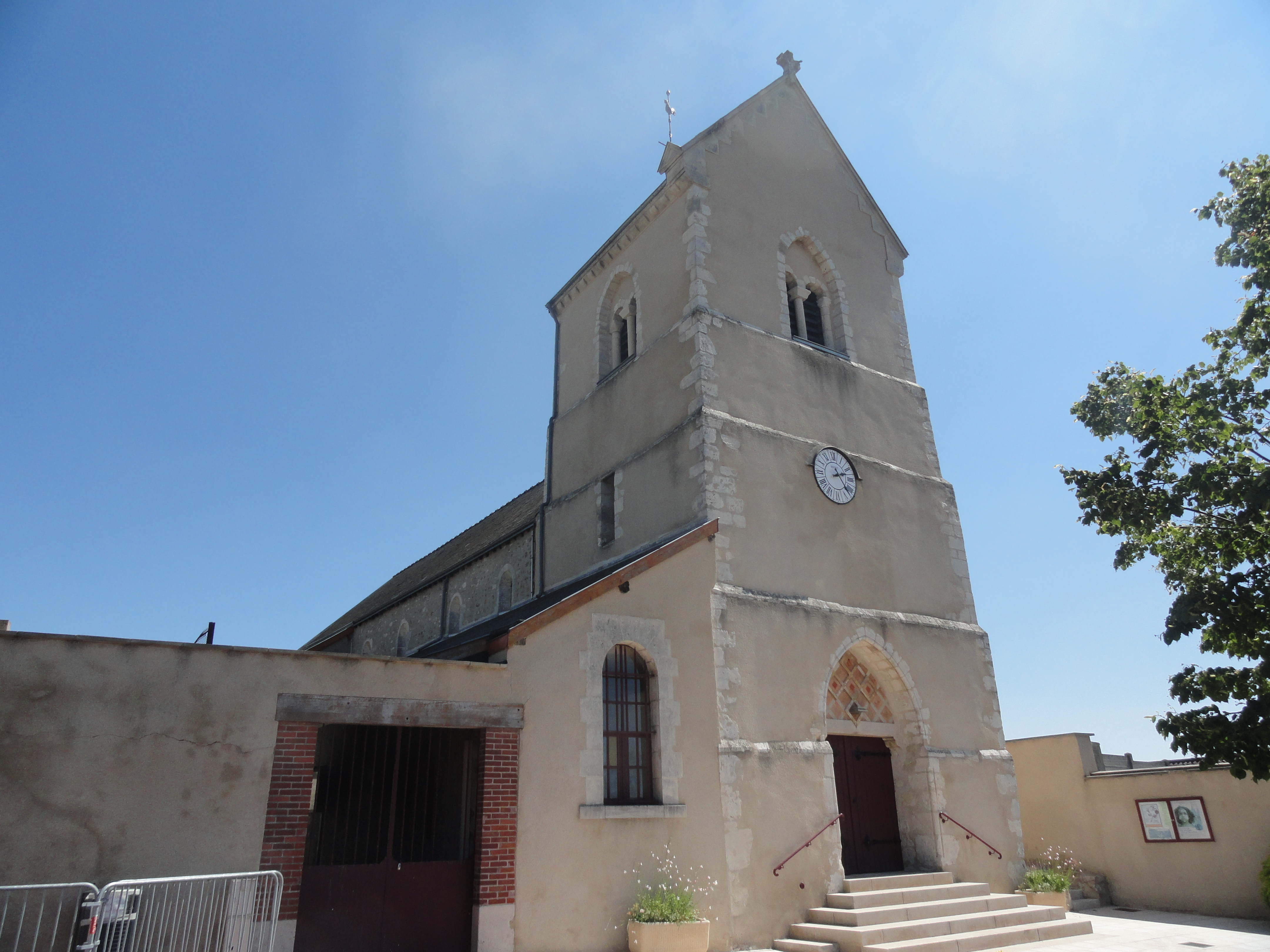
L'église Saints-Timothée-et-Apollinaire de Dizy.

Apollinaire est un saint local de l'Église de Reims qui est vénéré le 23 août.
La collégiale Saint-Timothée de Reims, disparue, avait une série de vingt-huit émaux de Jacques I Laudin de la vie de Timothée, Maur et Apollinaire qui sont aujourd'hui conservés au Musée Saint-Remi.
L'église de Dizy est dédiée aux saints Timothée et Apollinaire.

## Les émaux

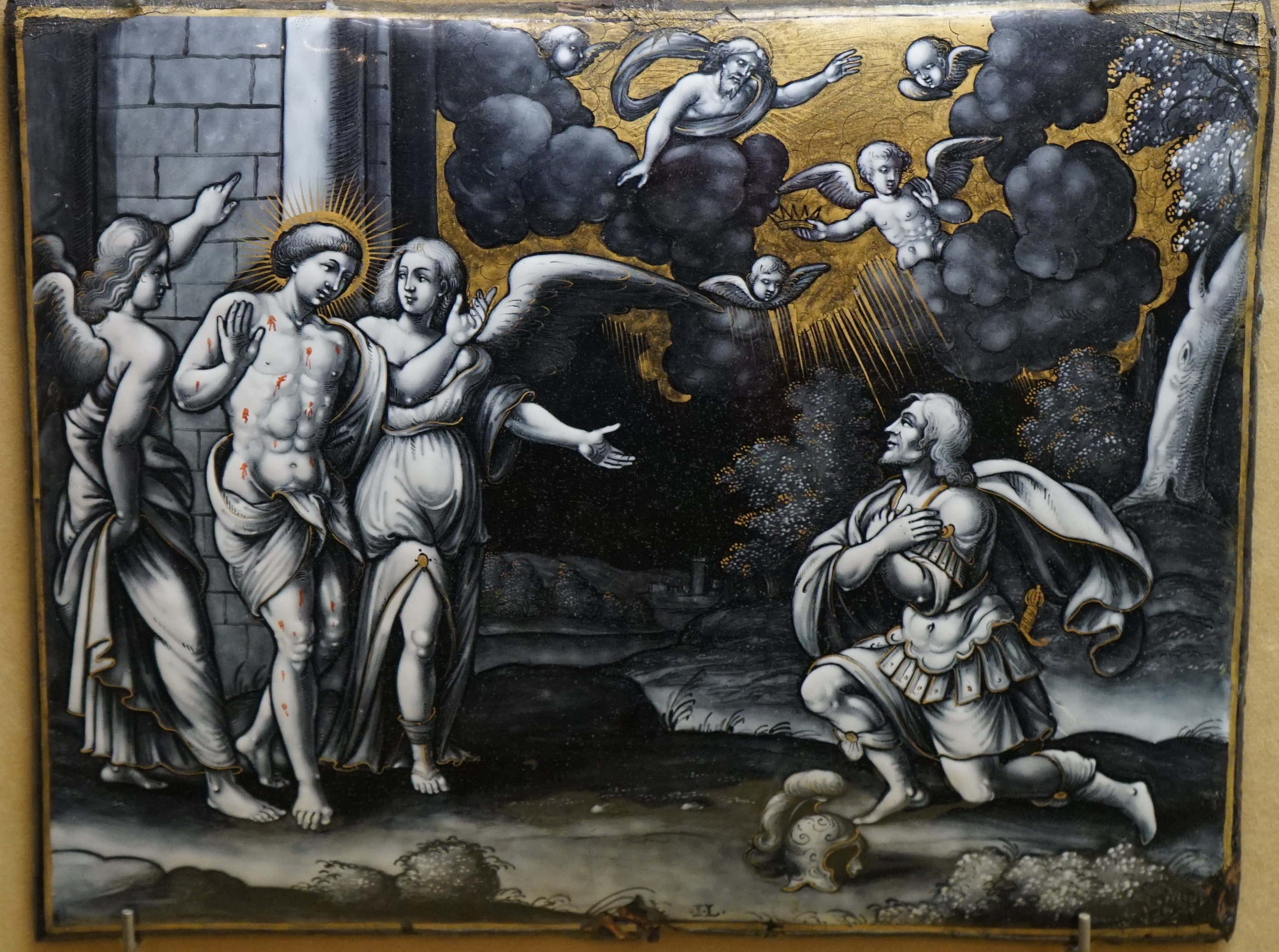
Conversion de saint Apollinaire.
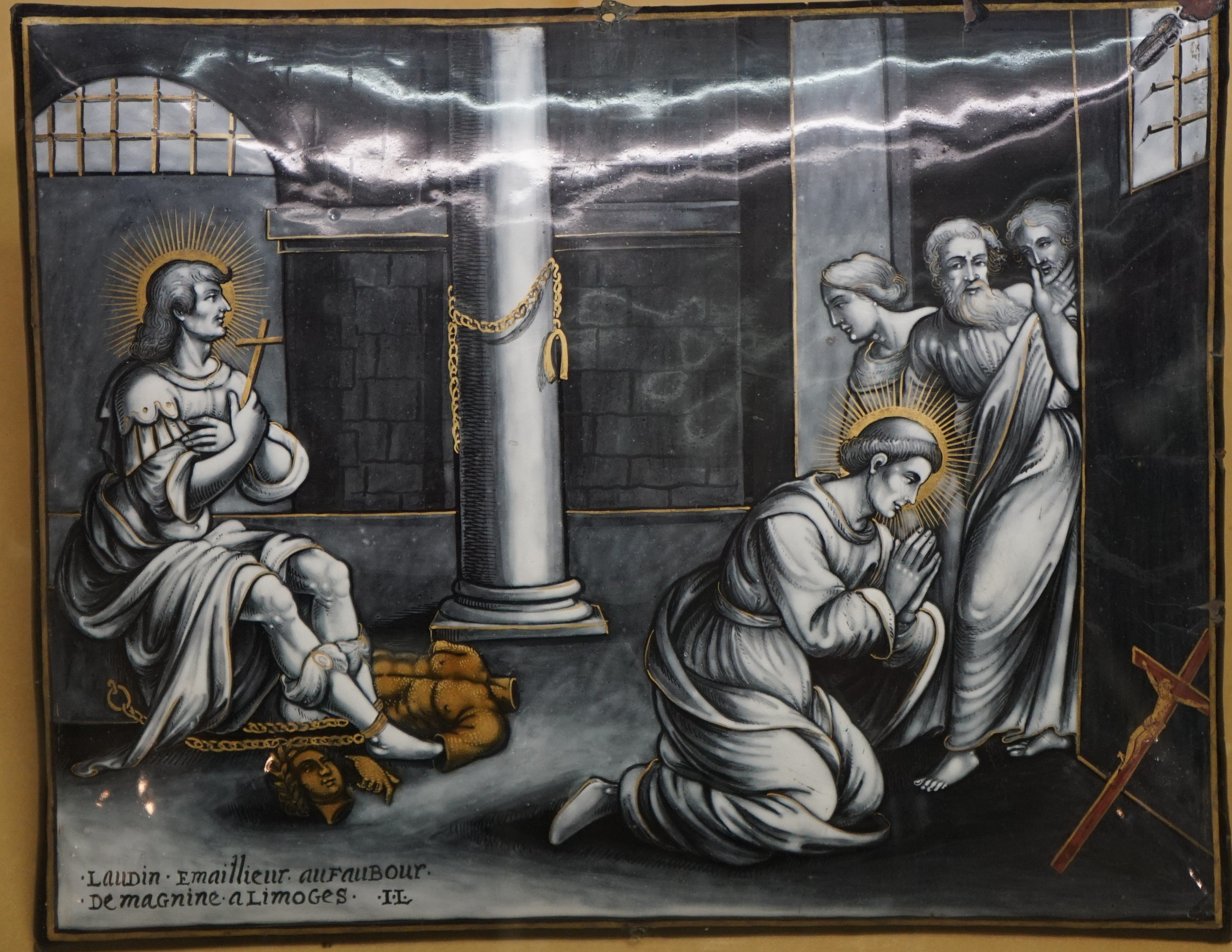
Saint Timothée et saint Apollinaire en prison.